# Cryptoascus oligosporus
Cryptoascus oligosporus är en svampart som beskrevs av Petri 1909. Cryptoascus oligosporus ingår i släktet Cryptoascus, divisionen sporsäcksvampar och riket svampar.   Inga underarter finns listade i Catalogue of Life.